# Berardo Impegno
Berardino Impegno (Napoli, 24 luglio 1945) è un politico italiano.

## Biografia
Laureato in filosofia, è docente universitario di filosofia morale presso l'Università Federico II di Napoli. Impegnato in politica con il Partito Comunista Italiano, dagli anni '80 è consigliere comunale a Napoli, fino al 1992. Dopo la svolta della Bolognina aderisce al Partito Democratico della Sinistra. con cui viene eletto deputato nell'XI Legislatura, restando in carica dal 1992 al 1994.
È il padre dell'ex deputato del Partito Democratico, Leonardo Impegno.